# 塔尔萨克 (热尔省)
塔尔萨克（法語：Tarsac，法語發音：[taʁsak]）是法国热尔省的一个市镇，属于米朗德区。

## 地理
塔尔萨克（43°40'5"N, 0°6'46"W）面积4.51 平方千米，位于法国奧克西塔尼大區热尔省，该省份为法国西南部内陆省份，北起顺时针与洛特-加龙省、塔恩-加龙省、上加龙省、上比利牛斯省、大西洋比利牛斯省和朗德省接壤。
与塔尔萨克接壤的市镇（或旧市镇、城区）包括：科蒙、莫利谢尔、圣热尔梅、圣蒙、里斯克勒。

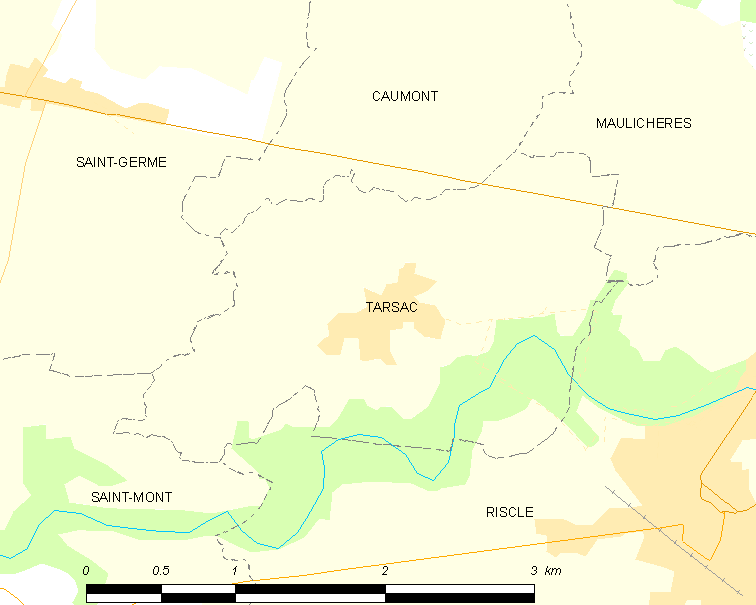
的OSM定位图

塔尔萨克的时区为UTC+01:00、UTC+02:00（夏令时）。

## 行政
塔尔萨克的邮政编码为32400，INSEE市镇编码为32439。

## 政治
塔尔萨克所属的省级选区为热尔阿杜尔县。

## 人口

1962-2008年间人口变化图示

塔尔萨克于2022年1月1日时的人口数量为158人。